# Polenta

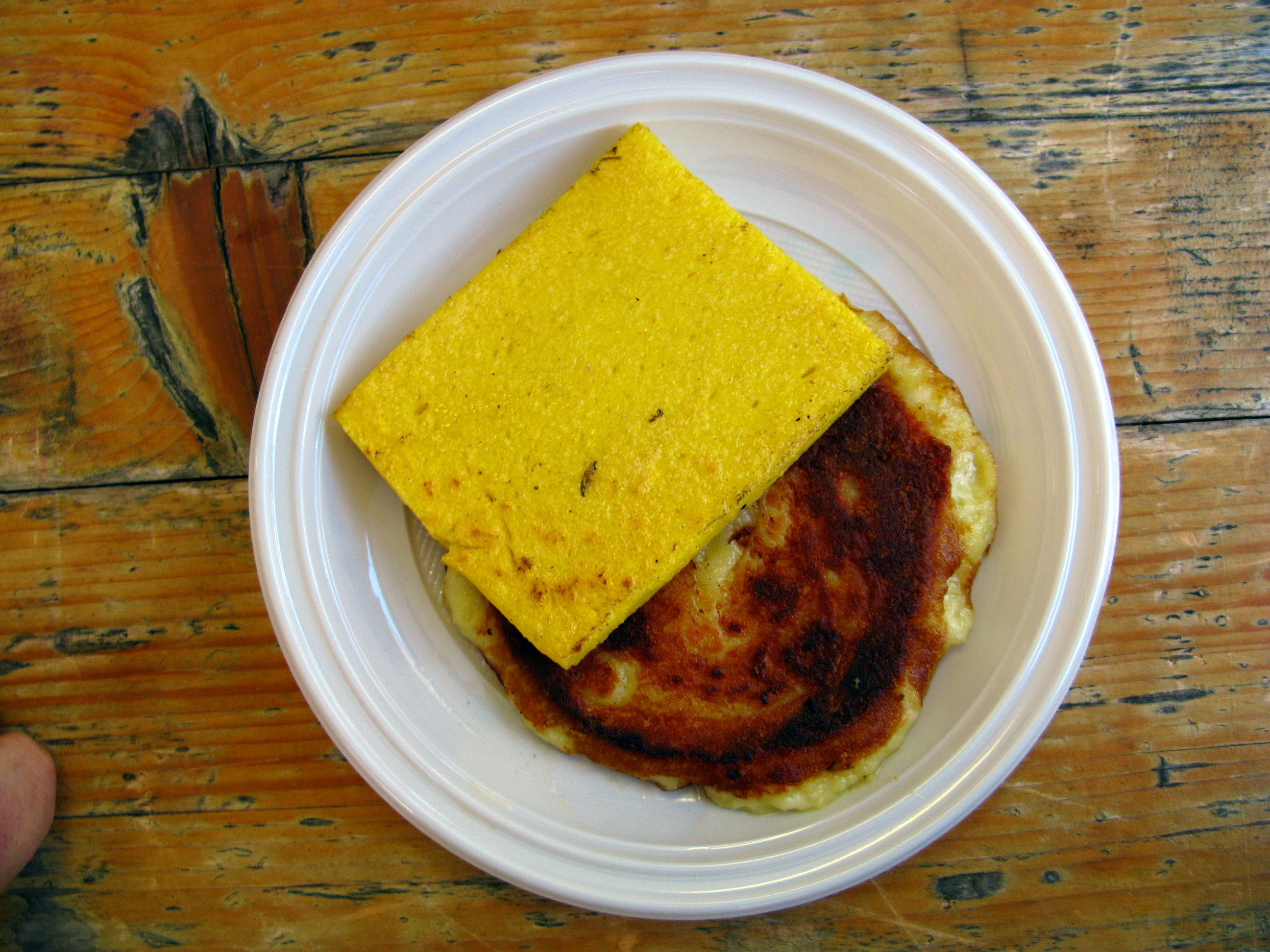
Polentascheibe (oben liegend) mit Frigga in Friaul

Polenta (deutsch Plente (f), in Tirol auch Plent, in Kärnten und der Steiermark auch Plentn genannt und mitunter mit Sterz verwechselt) ist ein meist aus Maisgrieß hergestellter fester Brei, der im Norden Italiens, in der Provence und in Teilen der Schweiz, Österreichs, Rumäniens und Moldaus sowie des Balkans zur regionalen Kochtradition gehört.

## Geschichte

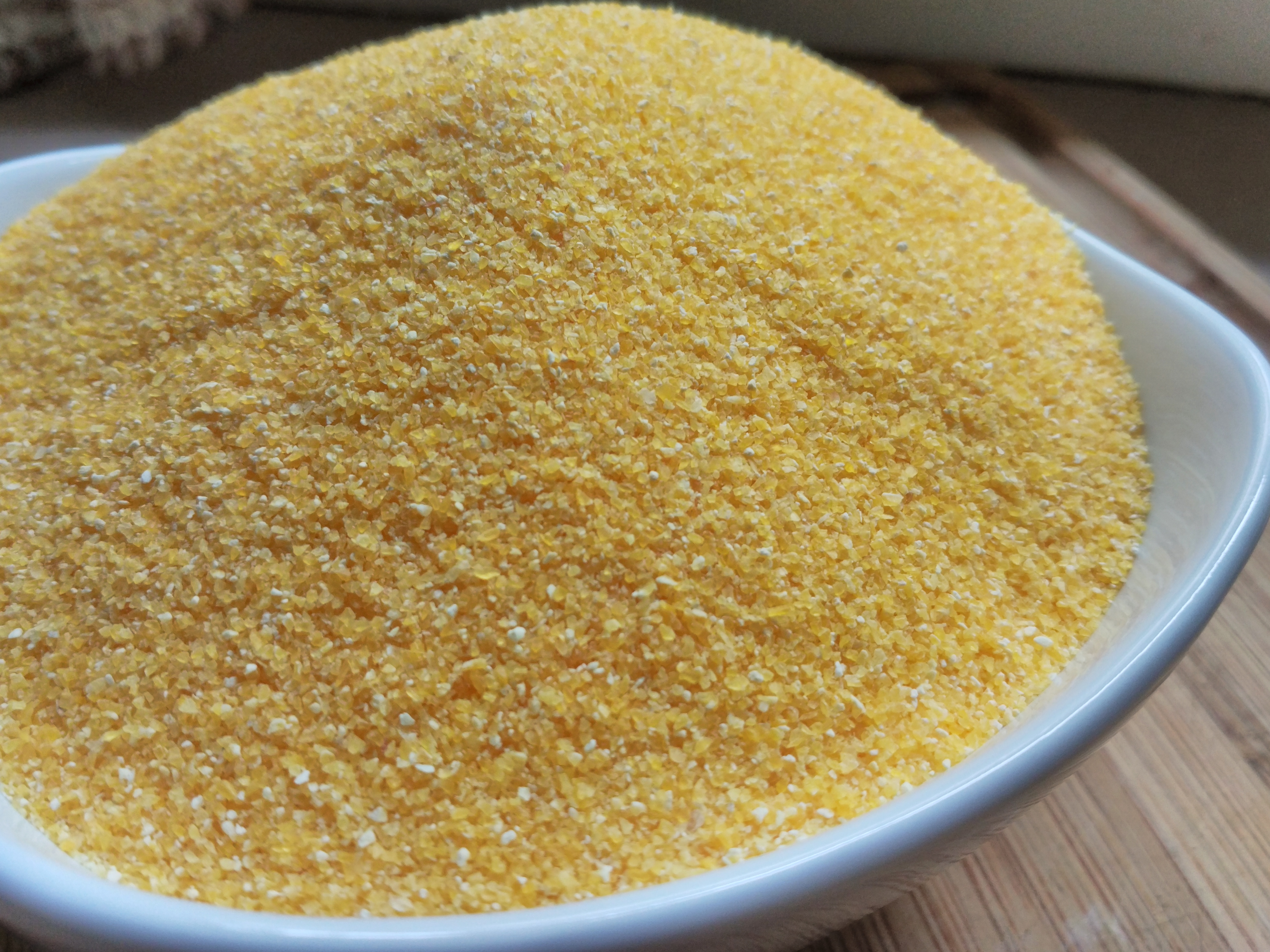
Maisgrieß

Als puls oder pulmentum gehörte ein Vorläufer der Polenta zu den Hauptnahrungsmitteln der Küche des alten Roms, anfangs aus Hirse, Dinkel oder Kichererbsenmehl zubereitet, später aus Gerste oder einer besonderen Weizenart, far. Nach 1650 begann der erst von Christoph Kolumbus nach Europa gebrachte Mais als granoturco, „türkisches Korn“, in der italienischen Küche populär zu werden. Im 17. Jahrhundert war Maisbrei ein verbreitetes „Arme-Leute-Essen“ von Spanien bis nach Südrussland. In Norditalien ist Polenta immer noch so beliebt geblieben, dass die Süditaliener ihre nördlichen Landsleute etwas abfällig polentoni (= Polentafresser) nennen. In Venetien gibt es als regionale Spezialität „Polenta bianca“, eine weiße Polenta, die aus geschälten Maiskörnern einer helleren Sorte besteht.
Einseitige Ernährung mit Polenta führte zur Erkrankung mit Pellagra, da der Mais in Europa nicht, wie bei den amerikanischen Ureinwohnern üblich, in Kalkwasser gekocht wurde (Nixtamalisation) und somit das lebenswichtige Vitamin Niacin fehlte.
Im Jahr 1908 schlug die spanische Königin dem Mediziner Adriano Sturli vor, zu untersuchen, ob es sich bei Pellagra-artigen pathologischen Erscheinungen in Spanien um Pellagra handele, da in Spanien kein Mais angebaut werde und keine Polenta gegessen werde.

## Zubereitung

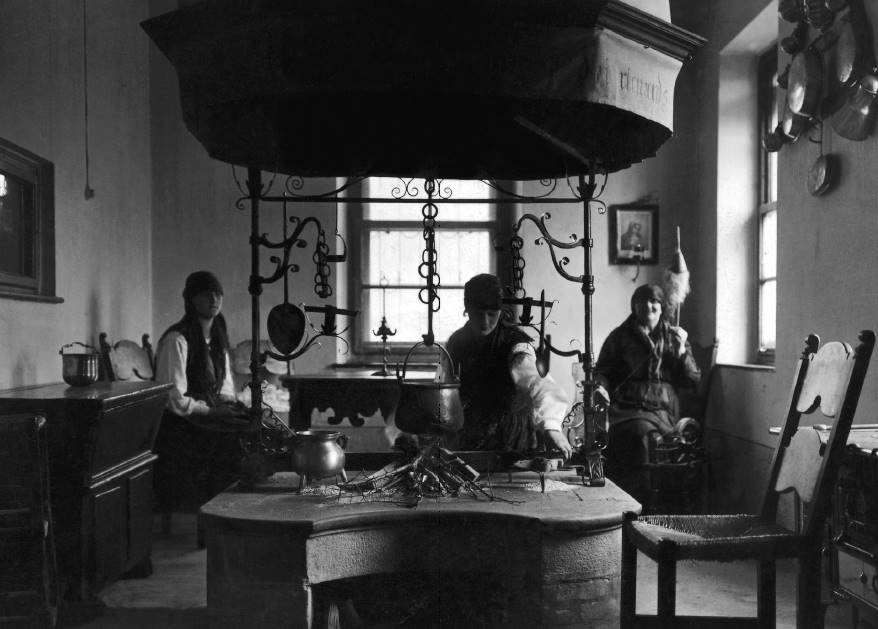
Historische Polentazubereitung im gusseisernen Polentakessel

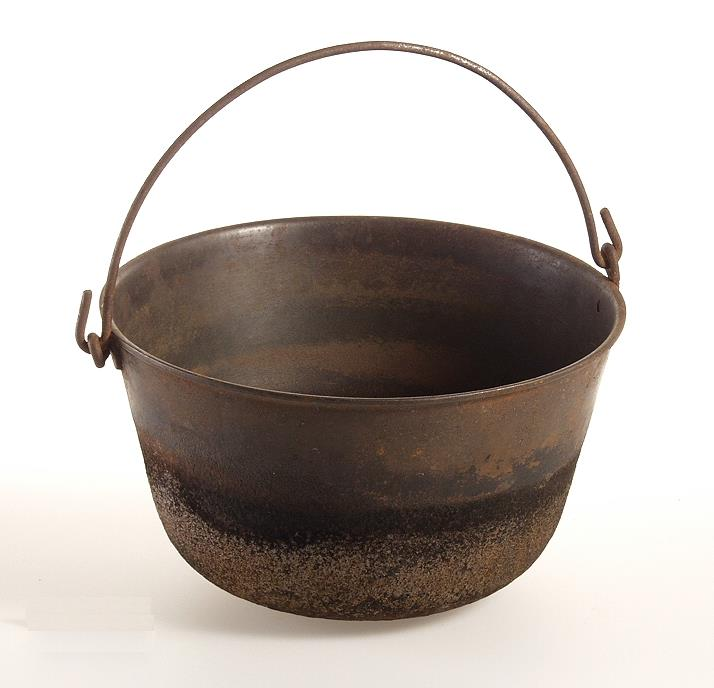
Ein klassischer Polentakessel

Die traditionelle Zubereitung von Polenta ist einfach, aber kraftraubend. Nachdem man Maisgrieß langsam in kochendes Salzwasser eingerührt hat, muss die schwere Masse beständig bis zu einer Stunde lang gerührt werden, damit sie eine glatte Konsistenz erhält und nicht zu stark anbrennt. Wird Polenta in großen Töpfen für mehrere Tage zubereitet, bildet sich an der Topfwand eine erwünschte braune Kruste. Die fertige Polenta wird auf ein befeuchtetes Holzbrett gegeben, etwas flachgestrichen und mit einer Schnur in dicke Scheiben geschnitten. Sie kann auch erst erkalten und dann in Scheiben geschnitten werden, um sie in Butter oder auf dem Grill zu braten. Als Arme-Leute-Essen hat auch eine süße Variante Verbreitung gefunden. Die Zubereitung ist einfach und besteht darin, den Brei aus  Maisgrieß ähnlich einem Milchreis oder Grießbrei zu erwärmen. Am Teller angerichtet wird der Maisbrei mit Kristallzucker bestreut, der schnell flüssig wird.
Es gibt neben dem einfachen Maisgrieß vorgegarten Polentagrieß, der die Zubereitung auf wenige Minuten verkürzt.
Regional wird Polenta aus Buchweizen- oder Esskastanienmehl hergestellt. In Italien wird diese polenta nera („schwarze Polenta“) genannt, in Südösterreich auch  Schwarzplent.  Der ebenfalls aus Buchweizengrieß bereitete Heidensterz (von „Heidekorn“ = Buchweizen) ist hingegen kein Brei, sondern ein trockener, krümeliger „Sterz“.
Serviert wird Polenta traditionell einfach: als Brei mit kalter Milch übergossen, mit zerlassener Butter und Parmesan oder wie Pasta mit einer Sauce beispielsweise Ragù. Sie dient aber auch – Klößen vergleichbar – als Beilage zu geschmorten, kräftigen Fleischgerichten, Ragouts, Gulasch und Eintöpfen.

## Ähnliche Gerichte
- Bramata – eine Variante mit grobem Maisgrieß, bekannt im Bündnerland, Schweiz
- Grits – die Variante in den Südstaaten der USA
- Katschamak (serbisch und bulgarisch Kačamak, kyrillisch качамак, albanisch Kaçamak) – eine bulgarische, serbische und albanische Variante
- Mămăliga – eine rumänische Variante
- Puliszka – die ungarische Zubereitung
- Ugali – eine ostafrikanische Variante
- Paluckes (Siebenbürgen)
- Riebel – eine Variante in Österreich, Ribel in der Schweiz und in Liechtenstein

## Etymologie
Das Wort Polenta geht zurück auf lateinisch polenta (Gerstengraupen) und ist verwandt mit Pollen als Bezeichnung für den Blütenstaub (aus lat. pollen ‚feines Mehl‘, ‚Staub‘). Das Wort hat sich primär nicht auf eine Getreideart bezogen, sondern auf die kleinkörnige Konsistenz eines Stoffes. In der Dialektform polenda wird es in der Toskana auch für Brei aus anderen Getreidearten verwendet. Des Weiteren ist Polenta verwandt mit dem deutschen Wort „Pulver“  (aus lat. pulvis ‚Staub‘).